# Concierto para piano n.º 1 (Chaikovski)
El Concierto para piano y orquesta n.º 1 en si bemol menor Op. 23 de Piotr Ilich Chaikovski fue compuesto entre noviembre de 1874 y febrero de 1875, realizándose dos revisiones de la partitura; la primera en agosto de 1879 y la segunda en diciembre de 1888. La obra se estructura en tres movimientos: I. Allegro non troppo e molto maestoso – allegro con spirito, II. Andantino semplice – Prestissimo, tempo I y III. Allegro con fuoco.
Actualmente, este concierto es considerado como una de las mejores plasmaciones de la relación piano-orquesta dentro de la tradición romántica.

## Historia

### Momento histórico
La vida de Chaikovski (así como de otros compositores rusos contemporáneos a él) está claramente influenciada por el nacionalismo ruso; este es un movimiento sociopolítico que tuvo origen en la segunda mitad del siglo XVIII. Consiste en el establecimiento de unos parámetros políticos y culturales a los cuales se les permite cierta autonomía (dentro de unos límites a los que no se pueden oponer).
En las artes, Rusia se desarrolló notablemente en la segunda mitad del siglo XIX respecto a su estado cultural anterior; tuvo una época de triunfos en música y, especialmente, en literatura, además de en las ciencias naturales y sociales. En la década de los 70, Rusia vivió un fuerte apogeo artístico gracias al triunfo simultáneo de artistas como: F. Dostoievski y L. Tolstói, P. Chaikovski y M. Músorgski. También se debe mencionar la importancia del Ballet Imperial ruso, una de las compañías de danza más prestigiosas internacionalmente.
En esta situación, se debe considerar que la burguesía del siglo XIX no tuvo problemas en gastar su dinero en las artes, pues estimaban las obras del genio creativo; de este modo apoyaban las artes con entradas para representaciones musicales, teatrales, etc., que cada vez se ponía a disposición de las «clases inferiores» más fácilmente. Se estaba viviendo una edad de oro para las artes creativas y la sociedad del momento fue consciente de ello.
El crecimiento de la cultura en “la era del capital: 1848-1875” fue también impulsado por el enorme aumento del número de bibliotecas del país (se multiplicaron por diez).

### Momento artístico: su obra
A lo largo del tiempo y con relación a las sucesivas modas, la música de Chaikovski ha recibido numerosas acusaciones hacia la facilidad de esta y hacia su sentimentalismo excesivo. Sin embargo, la moda occidental actual sí acepta su música, aunque bien es cierto que a veces queda relegado su valor artístico por el exceso emocional que hace desfigurar su música.
Un dato de gran relevancia es el hecho de que Chaikovski supo fundir en su obra los distintos influjos de Oriente y Occidente. Por lo tanto, en su música se encuentran características del nacionalismo musical ruso y de la influyente música occidental, que no agradaba, por lo general, a los rusos. Por ello, para complacerles, reunió sus conocimientos sobre la música folclórica de los pueblos del Imperio ruso.
En la Unión Soviética (URSS), tras la revolución bolchevique, la sociedad quiso equiparar la importancia de la vanguardia artística al estatus de la vanguardia política. Esto significó una considerable revalorización de la figura de Chaikovski, llegando incluso a considerar algunas de sus obras como “clásicos”.
Este aumento del gusto por Chaikovski no fue coincidencia, sino que una serie de factores lo favorecieron. La gran suerte del compositor de poder trabajar de la mano de magníficos directores e intérpretes de ámbito internacional que extendieron su música fue la clave de ello.
Asimismo, el compositor Ígor Stravinski, reivindicó la obra del compositor, considerándola en su volumen Poética musical (expuesto en la Universidad de Harvard en la cátedra Charles Elliot Norton) como una de las mayores aportaciones musicales del siglo XIX.
Aunque Chaikovski fue contemporáneo a Bruckner, Mahler o Debussy, se desvinculó de los ideales de ellos al considerar que la música debía ser un instrumento de comunicación de los deseos y las esperanzas humanas, considerando la melodía, la forma y el ritmo como los valores fundamentales de una obra.

### Composicióny dedicatoria
La ambición musical de Chaikovski le hizo emprender en noviembre de 1874 un nuevo proyecto: componer su primer concierto para piano.
Chaikovski quiso dedicar su Concierto para piano n.º 1 en si bemol menor op. 23 a Nikolái Rubinstein ya que “no solo es el mejor pianista de Moscú, sino que es excelente en todos los aspectos […] se sentiría profundamente ofendido si se enteraba de que había prescindido de él” (Orlova, 1990: 70). Rubinstein destacó como pianista y compositor; su hermano mayor (Antón) fue el fundador del Conservatorio de San Petersburgo.

Chaikovski aprovechó una celebración de la Nochebuena de 1874 en la que estaban Rubinstein y él para que escuchara el concierto entero y le diese su opinión en lo que se refería a la técnica virtuosística de la escritura pianista, puesto que en el ámbito técnico, Chaikovski podía tener ligeras carencias. Chaikovski estaba orgulloso de su composición y no necesitaba consejo en cuanto al aspecto artístico de la pieza. Algunos testimonios que Chaikovski relata a Nadezhda von Meck (una viuda muy rica que fue su benefactora), con la que mantuvo una larga relación según Orlova:
Toqué el primer movimiento. ¡Ni una palabra, ni un solo comentario! […] Me armé de paciencia y toqué hasta el final. Silencio de nuevo. Me levanté y pregunté: «¿Qué tal?» Entonces Rubinstein prorrumpió en un torrente de comentarios […] En fin, que mi concierto no era bueno en ningún aspecto, era imposible tocarlo, algunos pasajes eran manidos, torpes e irremediablemente deshilvanados, que mi obra en conjunto era mala y vulgar […] que sólo había dos o tres páginas que podrían valer la pena, y que el resto había que tirarlo o revisarlo por completo […] dijo que si en determinado plazo de tiempo revisaba yo el concierto de acuerdo con sus exigencias, me haría el honor de tocar mi obra en uno de sus conciertos. «¡No revisaré ni una sola nota», contesté, «y voy a publicarlo exactamente en la forma en que se encuentra ahora!» (Orlova, 1990: 70-71).
Debido a este suceso, que provocó un gran enfado en Chaikovski hacia el pianista y compositor ruso, cambió su opinión y decidió dedicar el concierto a Hans von Bülow, un famoso pianista y director de orquesta alemán al que había escuchado en dos ocasiones (en San Petersburgo en 1864 y en Moscú en 1874). Cuando el compositor le mostró su obra, Bülow quedó maravillado por la genialidad de esta, tanto que incluso la incluyó en su próxima gira (ya programada) por Estados Unidos. 
Aunque actualmente la reputación de Rubinstein no es muy buena por el desacuerdo que mantuvo con Chaikovski, se debe señalar que a lo largo de sus vidas resolvieron sus conflictos e incluso Chaikovski le dedicó su Trío para piano en la menor tras su muerte.

### Estreno
El estreno del Concierto para piano n.º 1 en si bemol menor op. 23 de Chaikovski tuvo lugar en el Music Hall de Boston el 25 de octubre de 1875. El concierto fue dirigido por Benjamin Johnson Lang con Hans von Bülow al piano.
Pese a la magnífica aceptación que tendrá el concierto más tarde en Europa, cabe destacar que, en su estreno en el Nuevo Mundo (Estados Unidos), el principal crítico musical de Boston quedó horrorizado. John Sullivan Dwight no podía comprender «ese concierto sumamente difícil, extraño, salvaje, ultrarruso». No podía comprender su música pero admiraba su genialidad.
A partir de entonces, la obra se extiende al continente europeo, creciendo la reputación de Chaikovski, aunque bien es cierto que en Viena hubo un foco de oposición causada por Eduard Hanslick, un importante musicólogo y crítico musical austríaco.
En Rusia tienen lugar los primeros conciertos: el primero en San Petersburgo, interpretado por Gustav Kross al piano y siendo la orquesta dirigida por Eduard Nápravník, y el segundo en Moscú, en el que Serguéi Tanéyev tocó la parte solista y a la batuta estuvo Nikolái Rubinstein. Este hecho nos hace pensar que tal vez Chaikovski realizó una descripción un tanto desmedida de la reacción de Rubinstein a su concierto; también puede ser que Rubinstein reconsiderase su posición. Por consiguiente, fue gracias a Bülow y Rubinstein que la composición de Chaikovski se instaló en el ámbito internacional.

### Publicación y revisiones
Chaikovski realizó dos versiones corregidas de su obra; la primera fue publicada en agosto de 1879 y la segunda (definitiva) finalizada en diciembre de 1888. Para esta última colaboró con el pianista Siloti, que le ayudó a aclarar las cuestiones técnicas de la escritura pianística. Esta versión es la interpretada actualmente. 
Chaikovski escribió también un arreglo para dos pianos en diciembre de 1884, revisándolo en diciembre de 1888.
El Concierto para piano y orquesta n.º 1 tiene una duración de unos 34 minutos, siendo una de las obras más populares en la actualidad.

## En la cultura
- Los créditos iniciales de la película La gran mentira de Edmund Goulding son de esta obra.[3]

- Orson Welles utilizó el Allegro non troppo e molto Maestoso para su versión radiofónica de La guerra de los mundos.
- El Comité Olímpico Ruso utilizó un fragmento de la obra como himno en los Juegos Olímpicos de verano de Tokio 2020, dado que la sanción impuesta por el TAS al Comité Olímpico Ruso (llamado ROC durante los JJOO) no permitía a los atletas rusos participar bajo la bandera e himno de Rusia. También utilizó la obra como himno en el Campeonato Mundial de Patinaje Artístico sobre Hielo de 2021.

## Estructura y análisis
Esta pieza musical consta de tres movimientos:
- Allegro non troppo e molto maestoso - allegro con spirito
- Andantino semplice - Prestissimo, tempo I
- Allegro con fuoco

### I.Allegro non troppo e molto maestoso - allegro con spirito
La introducción de Allegro non troppo e molto maestoso es definitivamente grandiosa y solemne. Tras una primera parte llena de metales, una sucesión de acordes de piano lleva a una apasionada melodía en la orquesta. Antes de que el primer tema se agote por completo, los arrebatos del segundo aparecen, anticipando su pronta llegada en una doble exposición de estructura única. La evolución tumultuosa presenta dos momentos álgidos impactantes, uno destacando el piano con acompañamiento orquestal y otro resaltando la orquesta con un pasaje apasionado de cuerdas sustituyendo al piano con gran valentía. El final del movimiento es muy seguro y con autoridad, incluyendo impresionantes secciones para el solista que crean una melodía a partir de acordes decididos interpretados por la orquesta.

### II.Andantino semplice - Prestissimo, tempo I
El cambio en el movimiento central es singular, ya que comienza con un semplice Andantino, típico de un movimiento lento, pero da paso a un Prestissimo extremadamente rápido. La música de esta sección proviene de una canción francesa, "Il faut s'amuser, danser, et rire", la cual era una de las favoritas de la antigua pareja de Chaikovski, la soprano Désirée Artôt.

### III.Allegro con fuoco
El último movimiento ("rápido con fuego") aparece con un tempo rápido y vigoroso, pero rápidamente comienza con una peculiar melodía de origen ucraniano que se transforma en un segundo tema interpretado inicialmente por los violines y posteriormente por el solista. Chaikovski se esfuerza al máximo en la coda del Concierto, con la orquesta interpretando el segundo tema con todo su valor antes de adentrarse en las brillantes páginas finales.

## Instrumentación
La partitura está escrita para solista y orquesta sinfónica:
- Solista
  - Piano

- Maderas
  - 2 flautas
  - 2 oboes
  - 2 clarinetes
  - 2 fagots
- Metales
  - 4 cornos (trompas)
  - 2 trompetas
  - 3 trombones
- Percusión
  - Timbal
- Cuerdas
  - Violines I
  - Violines II
  - Violas
  - Violonchelo
  - Contrabajo

## Discografía selecta
- 1952 - Georg Solti, Orquesta Filarmónica de Berlín (Decca)
- 1962 - Herbert von Karajan, Orquesta Sinfónica de Viena (DG)
- 1971 - Charles Dutoit, Royal Philharmonic Orchestra (DG)
- 1974 - Leonard Bernstein, Orquesta Filarmónica de Nueva York (Sony)
- 1991 - Sergiu Celibidache, Orquesta Filarmónica de Múnich (EMI)
- 1997 - Zubin Mehta, Orquesta Filarmónica de Viena (TDK)
- 2003 - Daniel Baremboim, Orquesta Sinfónica de Chicago (DG)
- 2003 - Zubin Mehta, Staatskapelle Berlin, (DG)

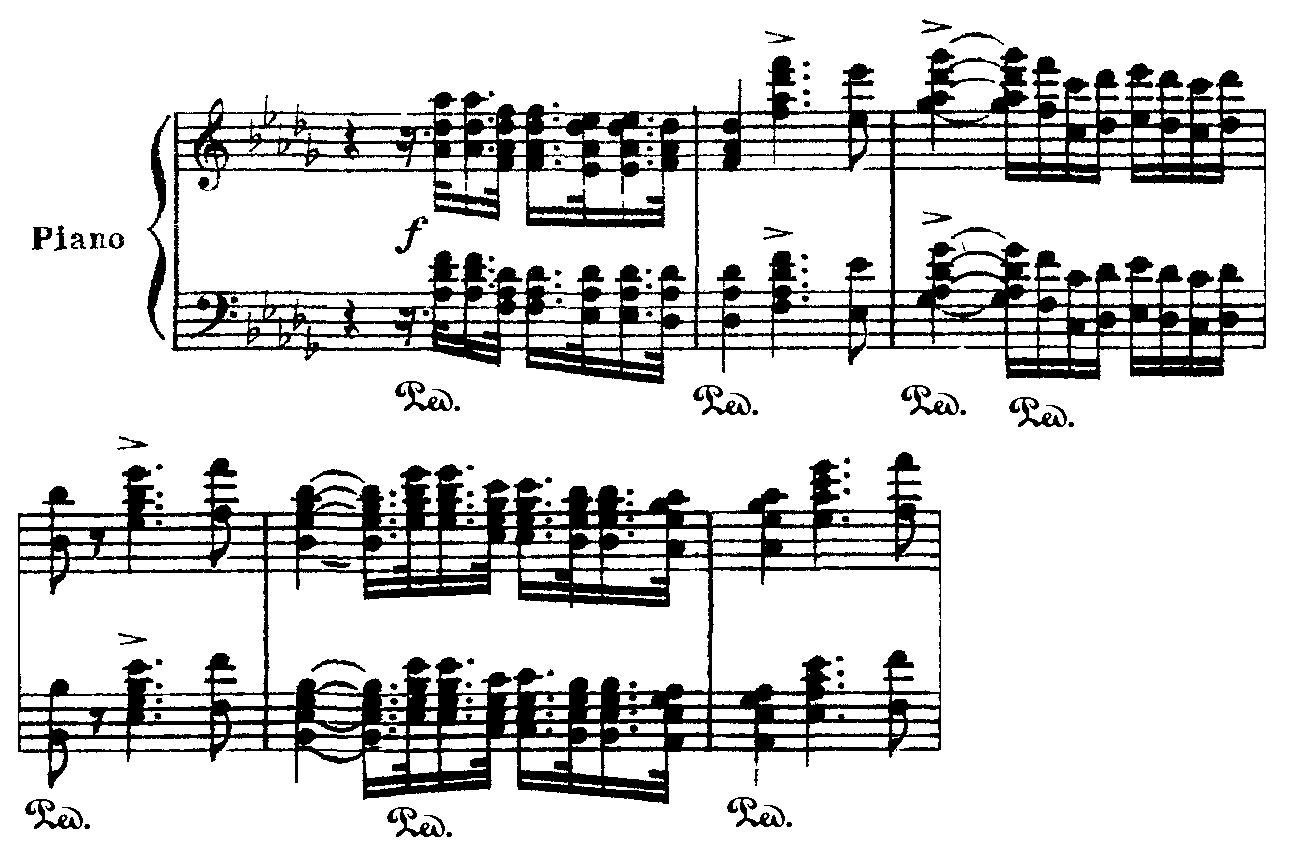
Tema principal del Concierto para piano y orquesta n.º 1.